# Bobby Baun
Robert Neil „Bobby“ Baun (* 9. September 1936 in Lanigan, Saskatchewan; † 14. August 2023) war ein kanadischer Eishockeyspieler und -trainer. Der Verteidiger bestritt zwischen 1956 und 1972 über 1.050 Partien für die Toronto Maple Leafs, Oakland Seals und Detroit Red Wings in der National Hockey League (NHL). Dabei stand er vor allem für die Maple Leafs auf dem Eis, mit denen er Mitte der 1960er-Jahre viermal den Stanley Cup gewann. Außerdem war er der erste Kapitän der California/Oakland (Golden) Seals.

## Karriere
Bobby Baun begann seine Karriere als Eishockeyspieler bei den Toronto Marlboros, für die er von 1952 bis 1956 in der Ontario Hockey Association (OHA) aktiv war und in den Jahren 1955 und 1956 jeweils zunächst den J. Ross Robertson Cup als OHA-Meister sowie den Memorial Cup der gesamten Canadian Hockey League gewann. Anschließend erhielt der Verteidiger einen Vertrag bei den Toronto Maple Leafs, für die er in der Saison 1956/57 sein Debüt in der National Hockey League (NHL) gab. Zudem kam er in seinem Rookiejahr auf 46 Einsätze für Torontos Farmteam, die Rochester Americans aus der American Hockey League (AHL). Dort sammelte er 15 Scorerpunkte, darunter zwei Tore. Mit Toronto, für das Baun zunächst elf Jahre lang auf dem Eis stand, gewann der Rechtsschütze in den Playoffs 1962, 1963, 1964 und 1967 insgesamt vier Mal den prestigeträchtigen Stanley Cup. Dabei erzielte er im Jahr 1964 im sechsten Spiel der Finalserie gegen die Detroit Red Wings den siegbringenden Treffer für Torontos 3:3-Serienausgleich in der Overtime trotz eines gebrochenen Sprunggelenks.
Anschließend erhielt er einen Vertrag bei Torontos Ligarivalen Oakland Seals, die ihn im NHL Expansion Draft 1967 ausgewählt hatten. Für die Seals nahm der Abwehrspieler im Jahr 1968 zum fünften Mal in seiner Karriere am NHL All-Star Game teil. Zudem übernahm er beim neu gegründeten Franchise das Amt des Mannschaftskapitäns. Nach nur einem Jahr wurde Baun gemeinsam mit Ron Harris zu den Detroit Red Wings transferiert. Im Gegenzug wechselten Gary Jarrett, Doug Roberts, Chris Worthy und Howie Young zu den Kaliforniern. Für die Red Wings war Baun weitere zwei Spielzeiten in der NHL aktiv. Im November 1970 wechselte er über die Waiver-Liste erneut das Team und gelangte so zu den Buffalo Sabres, die ihn allerdings einen Tag später für Larry Keenan und Jean-Guy Talbot zu den St. Louis Blues schickten. Ein weiteres Transfergeschäft ließ Baun noch im selben Monat – und ohne einen Einsatz für die Blues absolviert zu haben – im Austausch für Brit Selby zu den Maple Leafs zurückkehren, bei denen er im Oktober 1972 seine aktive Laufbahn im Alter von 36 Jahren aufgrund einer Nackenverletzung umgehend beendete.
Nach einer mehrjährigen Auszeit übernahm Baun zum Beginn der Saison 1975/76 das Traineramt bei den Toronto Toros aus der World Hockey Association (WHA). Dort wurde er bereits während der laufenden Spielzeit im Februar 1976 entlassen, nachdem sein Team zwölf Spiele lang sieglos geblieben war und über diese Spanne nur zwei Punkte gesammelt hatte. Sein Nachfolger wurde Gilles Léger. In den folgenden Jahren setzte sich Baun erfolglos für eine ausreichende Rente für ehemalige NHL-Spieler ein. Im Jahr 2007 erhielt er die Ehrendoktorwürde der University of Ontario Institute of Technology und drei Jahre später in die Ontario Sports Hall of Fame aufgenommen wurde. Sein Enkel Kyle Baun war ebenfalls professioneller Eishockeyspieler und schaffte zwischenzeitlich den Sprung in die NHL.
Baun verstarb am 14. August 2023 im Alter von 86 Jahren.

## Erfolge und Auszeichnungen
| - 1955 J.-Ross-Robertson-Cup-Gewinn mit den Toronto Marlboros - 1955 Memorial-Cup-Gewinn mit den Toronto Marlboros - 1956 J.-Ross-Robertson-Cup-Gewinn mit den Toronto Marlboros - 1956 Memorial-Cup-Gewinn mit den Toronto Marlboros - 1962 Teilnahme am NHL All-Star Game - 1962 Stanley-Cup-Gewinn mit den Toronto Maple Leafs - 1963 Teilnahme am NHL All-Star Game - 1963 Stanley-Cup-Gewinn mit den Toronto Maple Leafs | - 1964 Teilnahme am NHL All-Star Game - 1964 Stanley-Cup-Gewinn mit den Toronto Maple Leafs - 1965 Teilnahme am NHL All-Star Game - 1967 Stanley-Cup-Gewinn mit den Toronto Maple Leafs - 1968 Teilnahme am NHL All-Star Game - 1970 Charlie Conacher Humanitarian Award - 2010 Aufnahme in die Ontario Sports Hall of Fame |

## Karrierestatistik

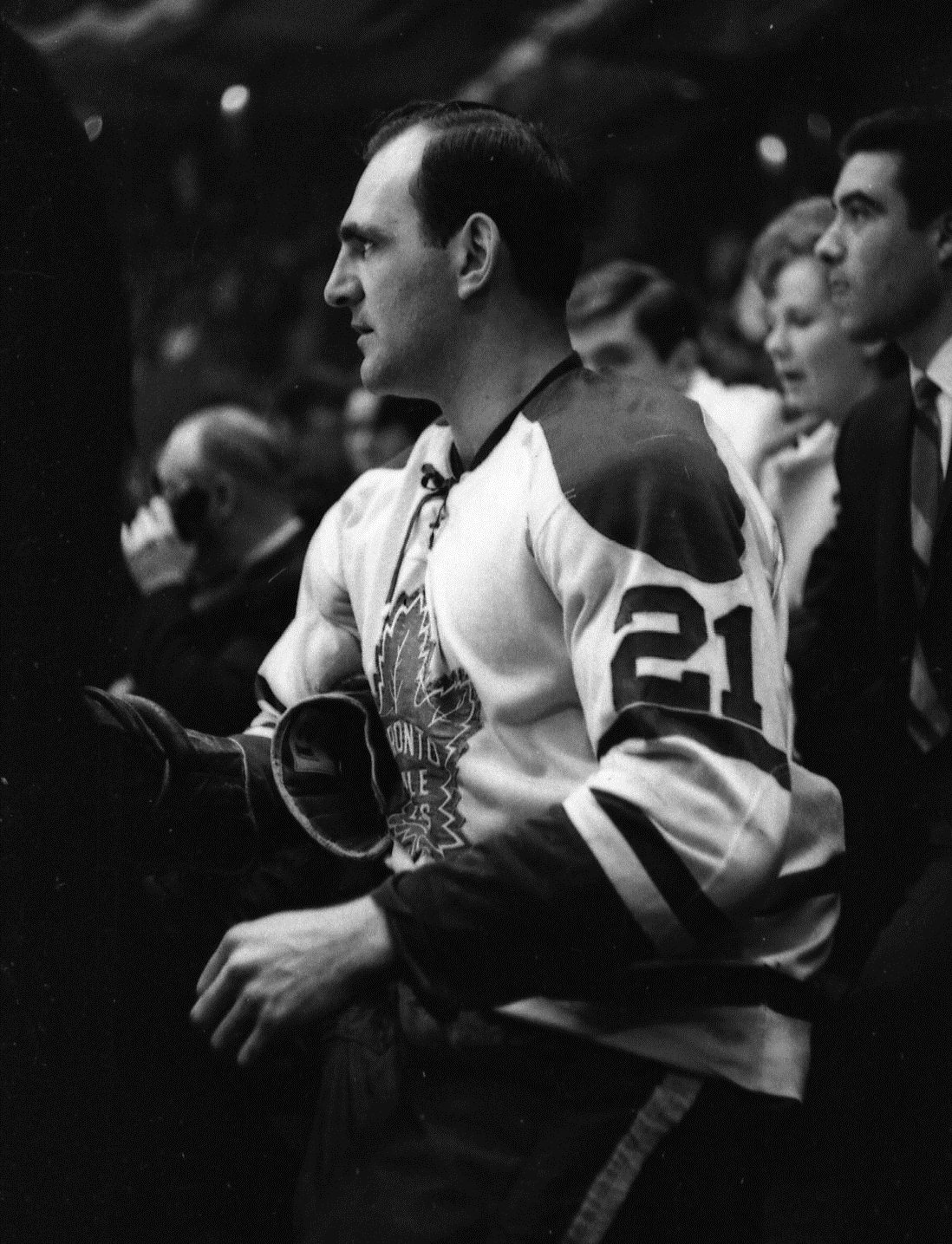
Baun im Trikot der Toronto Maple Leafs (1965)

(Legende zur Spielerstatistik: Sp oder GP = absolvierte Spiele; T oder G = erzielte Tore; V oder A = erzielte Assists; Pkt oder Pts = erzielte Scorerpunkte; SM oder PIM = erhaltene Strafminuten; +/− = Plus/Minus-Bilanz; PP = erzielte Überzahltore; SH = erzielte Unterzahltore; GW = erzielte Siegtore; 1 Play-downs/Relegation; Kursiv: Statistik nicht vollständig)

### WHA-Trainerstatistik
(Legende zur Trainerstatistik: Sp oder GC = Spiele insgesamt; W oder S = erzielte Siege; L oder N = erzielte Niederlagen; T oder U = erzielte Unentschieden; OTL oder OTN = erzielte Niederlagen nach Overtime oder Shootout; Pts oder Pkt = erzielte Punkte; Pts% oder Pkt% = Punktquote; Win% = Siegquote; Resultat = erreichte Runde in den Play-offs)